# Sprachbau der Interlingua
Interlingua ist eine internationale Plansprache, deren Sprachbau von den romanischen Sprachen sowie Englisch, Deutsch und Russisch abgeleitet wurde. Der Sprachbau basiert auf der 1951 von Alexander Gode und Hugh E. Blair vorgelegten Grammatik. Es gibt regelmäßige Flexionen (mit wenigen Ausnahmen) und keine Genera. Interlingua verzichtet auf systematische Indikatoren für die Wortarten, beispielsweise für jedes Substantiv die Endung -o oder für jedes Adjektiv eine feste Endung wie -i, -ik oder -a.

## Orthographie
Interlingua benutzt das lateinische Schriftsystem ohne weitere Zeichen: A, B, C, D, E, F, G, H, I, J, K, L, M, N, O, P, Q, R, S, T, U, V, W, X, Y, Z. Es gibt auch drei Digraphen: ch, sh, und qu.
Eigennamen werden großgeschrieben, z. B. Germania, Austria, Switza etc.
Der Satzanfang wird großgeschrieben, z. B. „Un homine morde su can quando le can le morde“.
Wenn ein neues Wort in das Vokabular von Interlingua aufgenommen wird, behält das Wort seine Buchstaben und Aussprache, aber die Diakritika werden weggelassen, z. B. wird französisch défaite zu defaite. Wenn die Diakritika die Aussprache beeinflussen, werden sie allerdings behalten, z. B. bei kümmel.

## Aussprache
Die Vokale klingen wie die Vokale im Italienischen oder Spanischen.
| Buchstabe        | a | e | i | o | u |
| ---------------- | - | - | - | - | - |
| Aussprache (IPA) | a | e | i | o | u |

Der Buchstabe „y“ hört sich wie /j/ in einer unbetonten Silbe an und vor einem Vokal wie /i/. In Doppellauten klingen beide beteiligten Vokale, dazwischen ist eine Anbindung zu hören: „ai“ wird /ai̯/ ausgesprochen.
Interlingua hat die folgenden Konsonanten:
| Buchstabe        | b | c      | d | f | g      | h          | j | k | l | m | n | p | q | r | s | t | v | x       | z |
| ---------------- | - | ------ | - | - | ------ | ---------- | - | - | - | - | - | - | - | - | - | - | - | ------- | - |
| Aussprache (IPA) | b | k / ts | d | f | g / d͜ʒ | h / nichts | ʒ | k | l | m | n | p | k | r | s | t | v | ks / gz | z |

Der Buchstabe „c“ wird vor e, i, und y (z. B. cerebral, civilisation, cygno) weich ausgesprochen /ts/ oder /s/, vor a, o, u und Konsonanten jedoch hart /k/. Der Buchstabe „g“ wird vor a, o, u und Konsonanten (z. B. legal, largor, guarda, gusto, gratias) hart ausgesprochen /g/, aber vor e, i und y (z. B. legier) sowie im Suffix -age weich /ʒ/. Der Buchstabe „h“ wird wahlweise wie im Deutschen aspiriert /h/ oder ist lautlos; in Wörtern griechischen Ursprungs ist er lautlos nach r und t (z. B. rhythm, rhetoric, theatro, theoria). Das Buchstabenpaar „ch“ wird in den Wörtern, die aus dem Griechischen kommen, und im Plural von auf -c endenden Wörtern (z. B. un abricoc, duo abricoches) wie /k/ ausgesprochen und wie /ʃ/ in romanischen Wörtern. Der Buchstabe „q“ taucht nur im Digraph „qu“ sowie in einigen Wörtern aus dem Arabischen auf; er hört sich wie /kw/ an, bis auf que /ke/ und qui /ki/ sowie die arabischstämmigen Wörter (z. B. Qatar, quffa), in denen „q“ /k/ ausgesprochen wird. Die Buchstabenkombination „ti“ wird wie /tsi/ vor Vokalen (z. B. scientia, question, essential) ausgesprochen.

## Syntax
Interlingua benutzt die Subjekt-Verb-Objekt Reihenfolge, aber wenn das Objekt ein Pronomen ist, ist Subjekt-Objekt-Verb erlaubt.
| Io inviava un message a ille. Io lo inviava a ille. Io inviava lo a ille. | Ich habe ihm eine Nachricht geschickt. Ich habe sie ihm geschickt. |

Die Relativsätze können mit qui, que, le qual und cuje beginnen.
| Iste es le homine qui ha rumpite le fenestra.                 | Das ist der Mann, der das Fenster kaputt gemacht hat.           |
| Le documentos que le currero portava esseva multo importante. | Die Dokumente, die der Kurier getragen hat, waren sehr wichtig. |

## Artikel
Interlingua hat zwei Artikel: der definite Artikel ist le, und der indefinite Artikel ist un. Sie flektieren nie.
| In le familia il ha le patre, le matre, e le infantes. | In der Familie gibt es den Vater, die Mutter, und die Kinder. |
| Mary es un puera.                                      | Mary ist ein Mädchen.                                         |

Wenn der definite Artikel den Präpositionen a und de folgt, werden sie zu al und del.
| Le patre e le matre es le parentes del infantes. | Der Vater und die Mutter sind die Eltern der Kinder. |

## Substantiva
Die Substantive von Interlingua sind den Nomen natürlicher Sprachen insofern sehr ähnlich, dass sie keine regelmäßigen Form besitzen –  ähnlich haben die Adjektive auch keine Flexion für Kasus oder Genera. Nur die Substantive über Wesen, die auf -o enden, werden in Genus dekliniert. Dann endet das Substantiv mit -o für männliche und mit -a für feminine.
| le homine (der Mann) le libertate (die Freiheit) le fructo (das Obst) | Die Substantive haben kein Genus.                                           |
| asino/asina (Esel/weiblicher Esel) oca/oco (Gans/Gänserich)           | Einige Substantive haben die Genus-Endungen -o (männlich) und -a (feminin). |

Alle Substantive sind für Nummern pluralisiert mit den Endungen -s und -es.
| Beispiele | Regel |
| --- | --- |
| tabula → tabulas (Tisch) homine → homines (Mann)                                                                                        | Substantive, die auf einen Vokal enden, nehmen -s                                                                            |
| uxor → uxores (Ehefrau) generation → generationes (Generation) roc → roches (Burg)                                                      | Substantive, die auf einen Konsonanten enden, nehmen -es (die auf -c enden müssen auch den c zu ch ändern)                   |
| test → tests (Prüfung; aus dem Englischen) lied → lieder (Lied; aus dem Deutschen) addendum → addenda (Zusatz; aus dem Neulateinischen) | Die Lehnwörter pluralisieren wie in ihren originalen Sprachen.                                                               |
| guardacostas → guardacostas (Küstenwache) rumpenuces → rumpenuces (Nussknacker)                                                         | Die zusammengesetzten Substantive, die mit dem zweiten Substantiv schon pluralisiert sind, haben keine deutliche Pluralform. |

## Pronomina
Interlingua hat folgende Personalpronomen:
|        |          |          | Nominativ | Ind. Obj. | Dir. Obj. | Reflexiv | Genitiv | Possessiv |
| ------ | -------- | -------- | --------- | --------- | --------- | -------- | ------- | --------- |
| Erste  | Singular | Singular | io        | me        | me        | me       | mi      | le mie    |
| Erste  | Plural   | Plural   | nos       | nos       | nos       | nos      | nostre  | le nostre |
| Zweite | Singular | Singular | tu        | te        | te        | te       | tu      | le tue    |
| Zweite | Plural   | Plural   | vos       | vos       | vos       | vos      | vostre  | le vostre |
| Dritte | Sing.    | M.       | ille      | ille      | le        | se       | su      | le sue    |
| Dritte | Sing.    | F.       | illa      | illa      | la        | se       | su      | le sue    |
| Dritte | Sing.    | N.       | illo      | illo      | lo        | se       | su      | le sue    |
| Dritte | Plural   | M.       | illes     | illes     | les       | se       | lor     | le lore   |
| Dritte | Plural   | F.       | illas     | illas     | las       | se       | lor     | le lore   |
| Dritte | Plural   | N.       | illos     | illos     | los       | se       | lor     | le lore   |

Die Indefinitpronomen, on, benutzt man wie das deutsche „man“:
| On pote viagiar per le Dardanellos e vider multe historic cosas. | Man kann durch die Dardanellen reisen und viele historische Dinge sehen. |

Interlingua hat auch einen Expletivum: il
| Il nive.                 | Es schneit.                 |
| Il ha un can in le casa. | Es gibt einen Hund im Haus. |

Die Demonstrativpronomen der Interlingua sind iste (dieser) und aquelle (jener). Sie werden nach Genus und Numerus dekliniert: isto, ista, iste, istos usw.
| Aquelle libro es interessante. Aquello es interessante. | Jenes Buch ist interessant. Das ist interessant. |

Die Interrogativpronomen der Interlingua sind:
| que | qui | qual    | cuje   | proque | quando | ubi |
| was | wer | welcher | wessen | warum  | wann   | wo  |

## Verba
Die Verben der Interlingua enden mit -er, -ar, oder -ir, und es gibt keine persönliche Konjugation. Die Verben der Interlingua haben zwei Formen: Infinitiv, zwei Partizipien (Imperfekt und Perfekt); drei Zeitformen (Präsens, Vergangenheit, und Zukunft), und ein Konditionalform.
Die Verben esser (sein), haber (haben), und vader (gehen) haben unregelmäßige Präsensformen: es, ha, und va.
| Form                        | Endung     | ar-Verb                              | er-Verb       | ir-Verb                           |
| --------------------------- | ---------- | ------------------------------------ | ------------- | --------------------------------- |
| Infinitiv                   | ~r         | crear (erschaffen)                   | vider (sehen) | abolir (abschaffen)               |
| Präsens als Stammform       | ~Ø         | crea (ich erschaffe)                 | vide          | aboli                             |
| Imperfekt (Präteritum)      | ~va        | creava (ich erschuf)                 | videva        | aboliva                           |
| Futur                       | ~ra        | creara (ich werde erschaffen)        | videra        | abolira                           |
| Partizip Präsens            | ~[e]nte    | creante (erschaffend)                | vidente       | aboliente                         |
| Partizip Perfekt            | ~te        | create (erschaffen)                  | vidite        | abolite                           |
| Perfekt                     | ha ~te     | ha create (ich habe erschaffen)      | ha vidite     | ha abolite                        |
| Plusquamperfekt             | habeva ~te | habeva create (ich hatte erschaffen) | habeva vidite | habeva abolite                    |
| Konditional (Konjunktiv II) | ~rea       | crearea (ich erschüfe)               | viderea       | abolirea                          |
| Imperativ                   | ~Ø         | crea! (erschaff! / erschaffe!)       | vide! (sieh!) | aboli! (schaff ab! / schaffe ab!) |

Die Perfektformen sind Zusammenstellungen aus der konjugierten Form des Hilfsverbes haber und dem Partizip Perfekt des Vollverbes. Für die Zukunftsform benutze man entweder die Futurform oder die Zusammenstellung aus der konjugierten Form des Hilfsverbs vader und dem Infinitiv des Vollverbes (wie im Deutschen). Es gibt auch eine Verlaufsform, die das Partizip Präsens verwendet:
| Johannes es ambulante a su casa. | Johannes "ist laufend" nach seinem Haus. (Johannes läuft gerade zu seinem Haus. oder Johannes ist dabei, nach Hause zu laufen.) |

Wie im Deutschen dienen die Partizipien auch als Adjektive:
| Le baby plorante    | Das weinende Baby      |
| Le statua fabricate | Die produzierte Statue |

Der Infinitiv dient auch als Prädikatsnomen: Vider es creder. Sehen ist Glauben.
Die Vergangenheitsform zeigt ein Ereignis, das um einem spezifischen Zeitpunkt in der Vergangenheit passiert ist:
| Nos le adjutava in construer su casa. | Wir halfen ihm bei dem Bauen seines Hauses/Wir haben ihm bei dem Bauen seines Hauses geholfen. |

Das Präsensperfekt zeigt ein Ereignis, das in der Zukunft oder dem Präsens vorbei ist:
| Io ha arrivate. | Ich bin angekommen. |

Aber das Vergangenheitsperperfekt zeigt ein Ereignis, das bevor einem anderen Ereignis geendet hat:
| Quando io arrivava al cinema, le film jam habeva comenciate. | Als ich im Kino angekommen war, hatte der Film schon begonnen. |

Man benutzt die Konditionalform, um ein angenommenes Ereignis zu beschreiben:
| Si io habeva un million dollars, io comprarea te un nove casa e automobile. | Wenn ich eine Million Dollar hätte, würde ich dir ein neues Haus und Auto kaufen. |

## Adjektiva
Anders als im Deutschen, in dem Adjektive in Kasus und Numerus flektiert werden, werden Adjektive der Interlingua nicht dekliniert.
| rubie tabula | roter Tisch |
| rubie lampa  | rote Lampe  |
| rubie camisa | rotes Hemd  |

Sogar im Komparativ und Superlativ dekliniert man sie nicht. Der Komparativ wird mit den Adverbien plus (mehr) und minus (weniger) gebildet, der Superlativ vom Komparativ mit dem definiten Artikel vor gebildet. Der absoluter Superlativ kann mit Adverbien (z. B. multo) oder mit dem Suffix -issime bilden.
| bon; plus bon; le plus bon                        | gut; besser; am besten             |
| bon; minus bon; le minus bon                      | gut; weniger gut; am wenigsten gut |
| un "non" multo emphatic; un emphatichissime "non" | Ein sehr nachdrückliches Nein      |

Auch anders als Deutsch kommen die Adjektive normalerweise nach dem Nomen. Sie gehen vor es, wenn das Adjektiv wichtig ist, wenn es kurz ist und mehr Rhythmus hat, oder wenn es ein Zahlwort ist.
| le lingua international e le linguas national | Die internationale Sprache und die nationale Sprachen |

Interlinguas Adjektive können alle Pronomen bekommen und sogar pluralisiert. Einige Adjektive haben auch die volle Nomen festgelegt. Diese Nomen haben oft die Endung -o, wenn das Nomen maskulin oder abstrakt ist, oder -a, wenn das Nomen feminin ist.
| Le puero ha quatro conilios, duo mascules e duo feminines | Der Junge hat vier Kaninchen. Zwei männliche und zwei weibliche. |
| bon (Adjektiv) le bon (Pronomen) bono (Nomen)             | gut Der Gute Gute; Zeugnis; Gutschein                            |
| natural (Adjektiv) le natural (Pronomen) natural (Nomen)  | natürlich Der natürliche Temperament                             |

## Adverbia
Interlingua hat feststehenden Adverbien und Adverbien, die von Adjektiven abgeleitet werden. Diese abgeleiteten Adverbien werden aus einem Adjektiv und dem Suffix -mente (oder -amente für die Adjektive, die mit c enden) gebildet. Die Adverbien haben dieselben Regeln wie Adjektive für den Komparativ und den Superlativ. Für den absoluten Superlativ wird das Suffix -issimo benutzt (nicht -issime). Wie Adjektive stehen Adverbien vor ihrem Zielwort.
| nunc (jetzt) minus (weniger) plus (mehr)                                                                                     | Feststehenden Adverbien           |
| natural → naturalmente (natürlich) remarcabile → remarcabilemente (bemerkenswert) austriac → austriacamente (österreichisch) | Abgeleiteten Adverbien            |
| bellissime → bellissimo ben → benissimo                                                                                      | Adverbien in absoluter Superlativ |

## Numeralia
Die Kardinalzahlen der Interlingua werden von 31 Atomzahlwörter gebildet: zehn Wörter für 0 bis 9 zehn für 10 bis 100 und elf für 1.000, 1.000.000 usw. Daraus werden alle andere Zahlen folgendermaßen zusammengesetzt:
| Beispiele                                                                                           | Regel |
| --------------------------------------------------------------------------------------------------- | --- |
| zero (0) novanta (90) milliardo (1.000.000.000)                                                     | Atomzahlwörter |
| duo centos (200) octo milles (8.000) dece milliardos (10.000.000.000)                               | Die Atomzahlwörter von 100 multiplizieren sich mit den einstelligen Zahlwörter können. - Das zweite Atomzahlwort muss pluralisiert sein als ein regulärer Nomen. |
| quaranta-duo (42) novanta-nove (99) mille un (1.001) octo milles tres centos quaranta-septe (8.347) | Die Zahlwörter addieren sich können. - Die zweistellige Zahlen brauchen einen Bindestrich. - Das größte Zahlwort geht zuerst.                                    |

### Atomzahlwörter
| 0 | zero   |    |           |
| 1 | un     | 10 | dece      |
| 2 | duo    | 20 | vinti     |
| 3 | tres   | 30 | trenta    |
| 4 | quatro | 40 | quaranta  |
| 5 | cinque | 50 | cinquanta |
| 6 | sex    | 60 | sexanta   |
| 7 | septe  | 70 | septanta  |
| 8 | octo   | 80 | octanta   |
| 9 | nove   | 90 | novanta   |

* Die farblich hervorgehobenen Zahlwörter werden aus den einstelligen Zahlwörtern und dem daran angehängten Suffix -anta gebildet.
| 100                                           | 102  | cento         |
| 1.000                                         | 103  | mille         |
| 1.000.000                                     | 106  | million       |
| 1.000.000.000                                 | 109  | milliardo     |
| 1.000.000.000.000                             | 1012 | billion       |
| 1.000.000.000.000.000                         | 1015 | billiardo     |
| 1.000.000.000.000.000.000                     | 1018 | trillion      |
| 1.000.000.000.000.000.000.000                 | 1021 | trilliardo    |
| 1.000.000.000.000.000.000.000.000             | 1024 | quatrillion   |
| 1.000.000.000.000.000.000.000.000.000         | 1027 | quatrilliardo |
| 1.000.000.000.000.000.000.000.000.000.000     | 1030 | quintillion   |
| 1.000.000.000.000.000.000.000.000.000.000.000 | 1033 | quintilliardo |

* Die farblich hervorgehobenen Zahlwörter werden durch Anhängen der Suffixe -ion und -iardo gebildet.